# 冷間始動
冷間始動（れいかんしどう）またはコールド･スタートとは機械用語で、機関、それも主として熱機関（エンジン）や電動機が置かれた環境の気温（雰囲気温度）と同じかそれよりも冷えている状態（冷間時）で、それを始動することを指す。

## 概要
冷間始動というと寒冷地や冬期などの外気温が低い条件での始動のみを指すと思われがちだが、機関が周辺環境の温度と同じかそれよりも低温になっていれば、人間が寒く感じるほど外気温が低くなくても機関にとっては冷間始動となる場合がある。
冷間始動では機関そのものの温度が低いため、温間時よりも始動性が一時的に低下する。内燃機関が冷えていると、始動に必要な空燃比を得るためには吸気と燃料の供給比率を変えてやる必要が生じるからである。そのため、ガソリンエンジンやケロシンエンジンでは、吸入空気量を減らすチョーク弁や、冷間時のみ噴射燃料を増量するコールドスタートインジェクターの追加、エンジンコントロールユニット（ECU）の制御などで、一時的に空燃比を過濃にする。また、冷間始動時のみ通常とは別の、より燃えやすい（気化しやすい）燃料を供給して、始動性を向上させる場合もある。
熱機関ではそのほとんどの形式において、冷間始動の直後は本格的な運転の前に暖機運転を行なうことが多い。

## 自動車等での冷間始動
自動車やオートバイ等に多く搭載されるガソリンエンジンやディーゼルエンジンでは、冷間始動は比較的身近な問題である。例えば温暖な環境にて毎日のように運用される車両であっても、次の運用まで一晩あるいは一日程度の間隔が空けばエンジンが外気温と同程度まで冷えてしまい、次回の始動では冷間始動になり得るからである。
自動車では、チョーク弁が自動化された時期を経て、段階的な排出ガス規制の強化に伴って電子制御式燃料噴射装置が広く普及しており、冷間時にはECUが噴射する燃料を増やす制御を行って始動性の悪化を未然に防いでいる車種がほとんどであり、冷間始動であるかどうかを運用者（運転者）が意識せずにエンジンを始動できることが多い。対してオートバイでは、現在でも手動式のチョークを採用する車種があり、そういった車種では冷間始動であるかどうかを意識しながら始動する必要性が現在でも残っている。
いずれにせよ、冷間始動の直後は暖機運転が必要となるのは、どの自動車やオートバイでも同じである。

## 極寒地での冷間始動

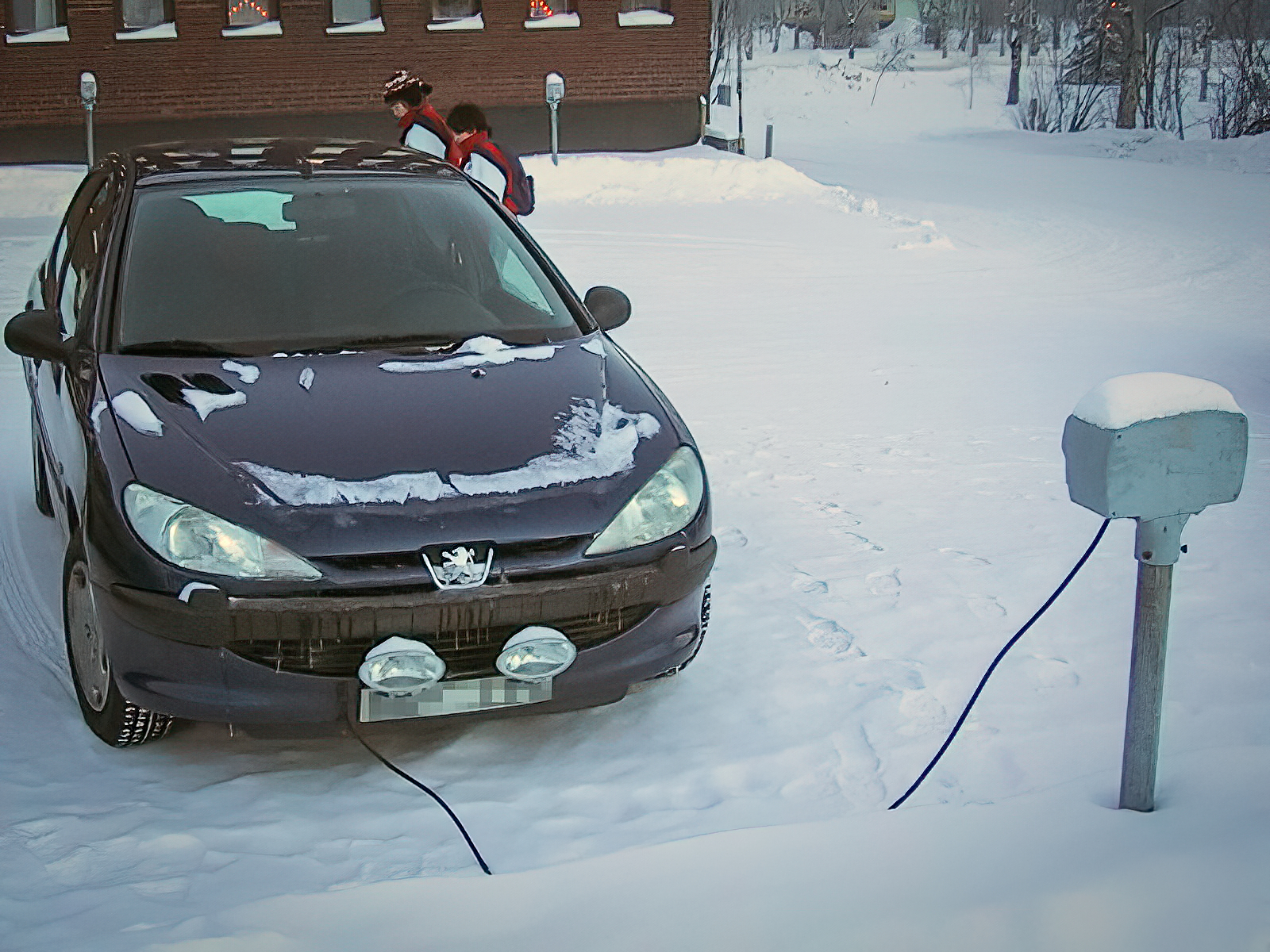
ブロックヒーターを装備した車は、夜間または始動の数時間前にはこのようにコンセントに電源コードを接続して冷却水を予熱しておく。

冬場の気温が氷点下30度以下にも達する北欧やロシア、中国東北部やカナダなどの国の自動車や、或いは氷点下60度をも超える南極で運用される雪上車では、冷間始動をスムーズに行うためにブロックヒーターと呼ばれるカーヒーターをエンジンの冷却水経路に組み込んで、エンジンを停めている間はこのヒーターに通電しておく事が一般的である。極寒地では不凍液入りの冷却水はおろか、(特に低質な鉱物油の場合)エンジンオイルすらも凍り付いてクランクシャフトが回らなくなってしまう事があり得るからである。同時に、バッテリーヒーターと呼ばれる電熱器で鉛蓄電池を予熱する事も行われる。氷点下18度で鉛蓄電池は常温の40%まで始動能力が低下する為である。ディーゼルエンジンの場合は軽油の凍結にも注意する必要があり、日本国内では冬の東北や北海道へ赴く際には寒冷地仕様の軽油であるJIS3号(凍結温度-20度)又は特3号(同-30度)の給油を行う必要がある。
ブロックヒーターはカナダ人のアンドリュー・フリーマンにより、1940年に鋼管の廃材と電熱線を使った簡易な予熱装置として発明され、後述の冷間始動前の予備作業が必要無くなるとして好評を得て、彼の周囲の市民を中心に細々とした販売を行なっていた。その後フリーマンは1947年にシリンダーヘッドボルトを取り換える形で装備できるヘッドボルトヒーターの試作品を完成させ、1949年には米国特許を取得して彼が興した会社から市販が開始された。ヘッドボルトヒーターはシリンダーブロックを直接予熱するものであったが、現在はシリンダーブロックの冷却水経路に繋がるコアプラグを外して取り付けるものや、エンジンとラジエーターの間のホースに割り込ませる形で取り付ける形状のものが主流である。このような電熱器を用いた予熱機器が市販される以前、カナダでは自動車に乗った後はエンジンオイルを抜いて夜間は暖炉の利いた室内へ保管し、翌日の午前中にエンジンへ再び注ぎ、更に始動前には暖炉の焼けた石炭をエンジンの下に敷き、インテークマニホールドに熱湯を掛けるなどの作業が必須という状況であった。
同時期の大日本帝國、特に満洲国ではハクキンカイロが内燃機関の予熱に用いられた。ハクキンカイロの発熱作用は燃焼とは異なるプラチナと石油の触媒反応の為、原理上は揮発油を用いる内燃機関でも気化した燃料に引火する危険性は低く、予熱にも利用ができる。実際に戦前に満州に駐留する日本陸軍が使用していた国産軍用トラックは、氷点下30度にも達する冬の朝はオイルパンの下に練炭コンロを置き、キャブレターにハクキンカイロを括り付けてエンジンの予熱を行う必要があった。一方で、同時期のフォードやシボレーのトラックはそのような作業を行わなくても始動が出来たともいわれる。